# De Lyckliga Kompisarna
De Lyckliga Kompisarna (ze švědštiny "Šťastní přátelé"), DLK, je švédská punková kapela založená v roce 1989. V roce 1997 se rozpadla, ale roku 2008 se znovu dala dohromady. Nejznámější je nejspíš pro svou píseň Ishockeyfrisyr, která je také známá jako Hockeyfrilla. Píseň má také svůj vlastní videoklip.
Kapela je vedená Martem Hällgrenem, který píše texty, zpívá i hraje na některé nástroje. Kapela se rozpadla po dvou rozlučkových koncertech ve stockholmském Kafé 44. Z těchto koncertů si vytvořili živé album Live på Kafé 44. Mart Hällgren po rozpadu DLK začal sólovou kariéru jako "Mart" a později byl členem kapely UBBA.
DLK v lednu 2008 oznámila, že znovu začne hrát a vytvořila nové album Hugos Sång

## Členové kapely

### Současní členové
- Mart Hällgren - zpěv a basa
- Jouni Haapala - bicí
- Fredrik Åberg - kytara a doprovodný zpěv
- Roger Reinstam - kytara a doprovodný zpěv

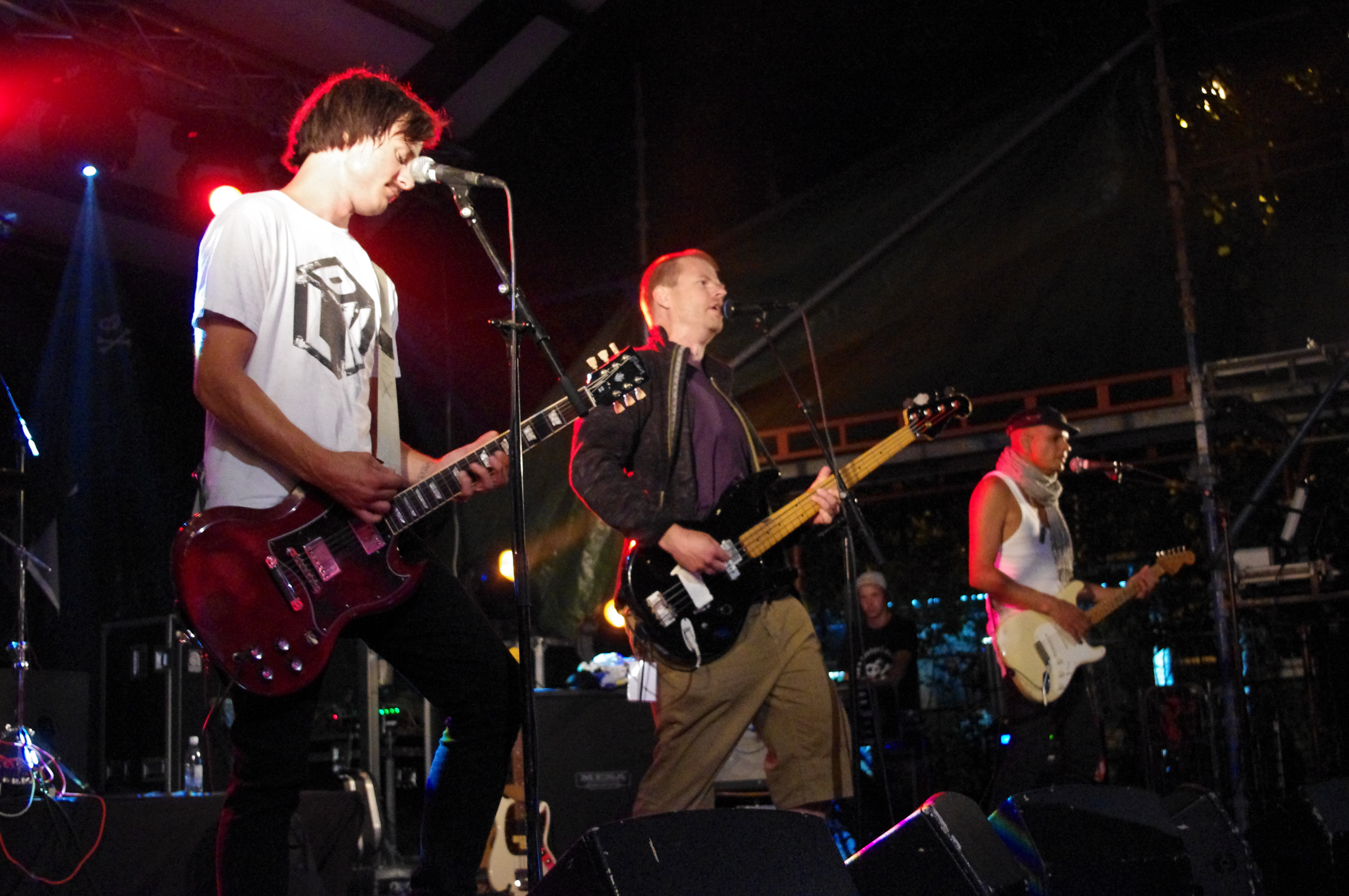
Pretzeltown 2011

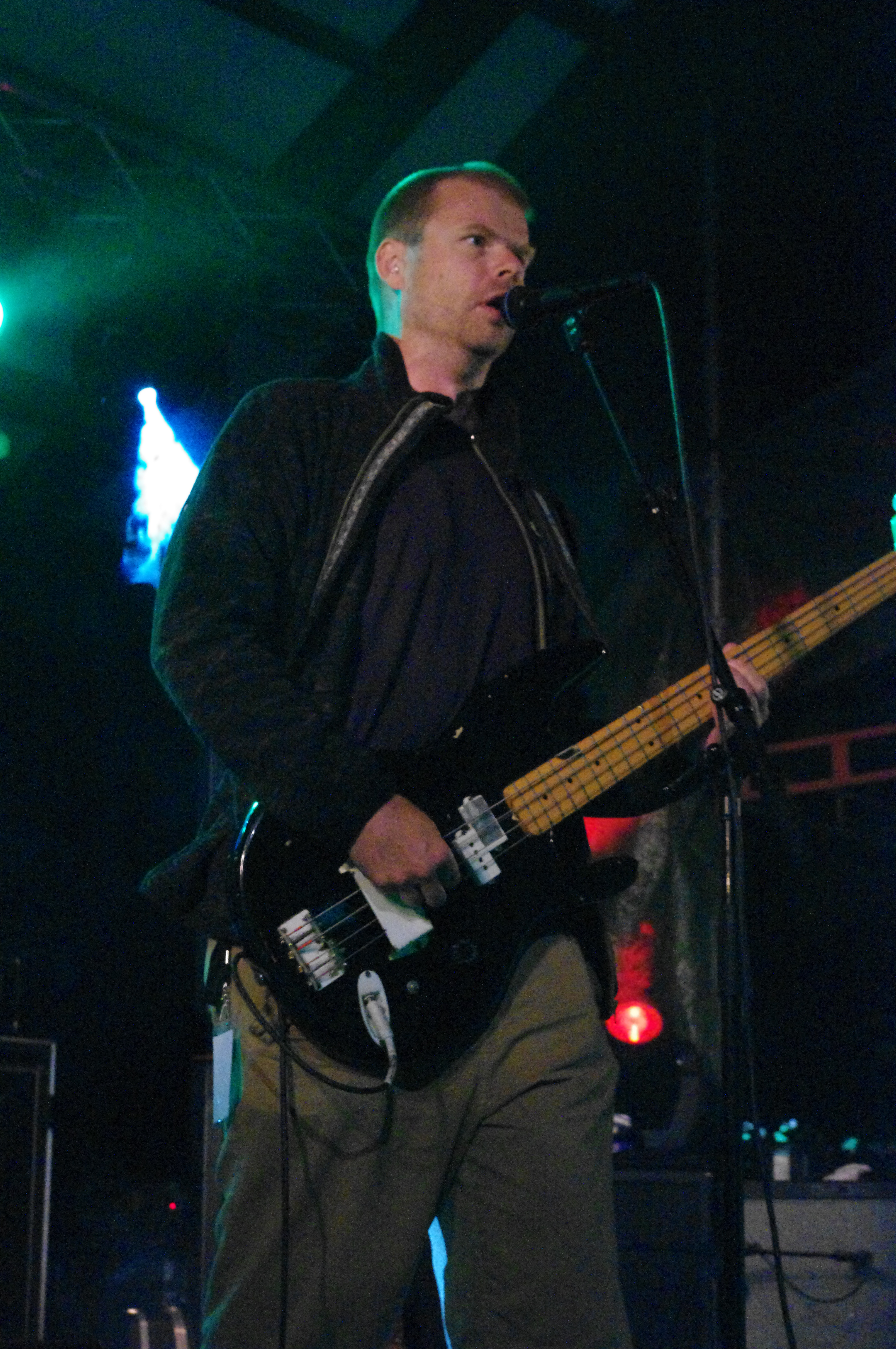
Mart Hällgren

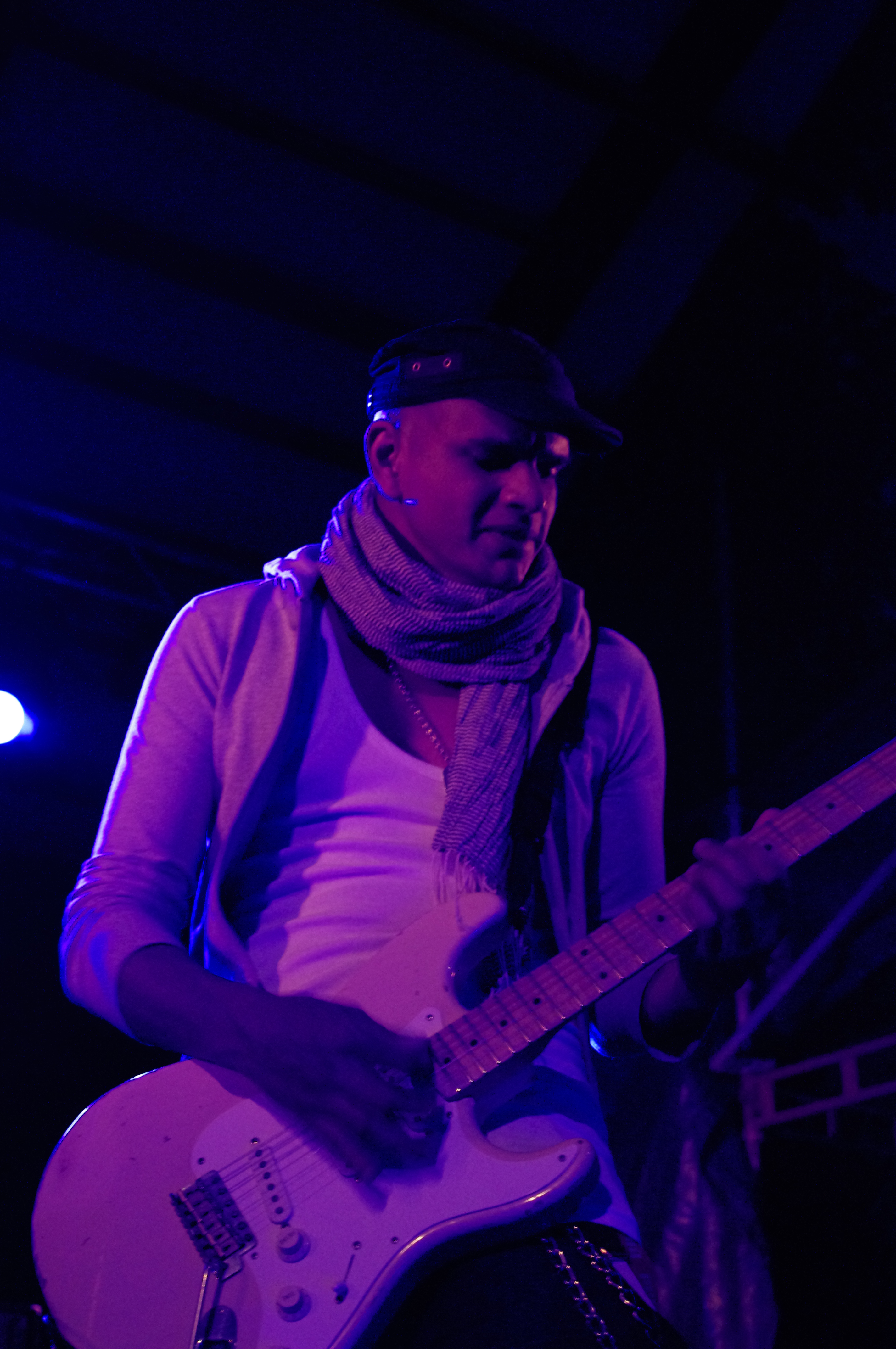
Fredrik Åberg

### Bývalí členové
- Daniel Levin
- Joakim Levin
- Sussie Persson
- Björn Gunér
- Egil Jansson
- Christoffer Roth
- Daniel Peda
- Anders Fransson
- Mattias Ander

## Diskografie

### Alba
- 1991 – Le som en fotomodell
- 1993 – Tomat
- 1995 – Sagoland
- 1996 – DLK
- 1997 – Live på Kafé 44 (Živě)
- 2000 – Hockeyfrillor 89-97
- 2009 – Hugos Sång (EP)
- 2010 - Hugos Sång (LP)

### Singly
- 1990 – "Scaniajon"
- 1990 – "Dit kuken pekar"
- 1994 – "Dammsugarförsäljare Blues"
- 1994 – "8"
- 1995 – "Tillbaka till sagolandet"
- 1996 – "Borlänge"